# Mangan(II) ferricyanide
Mangan(II) ferricyanua là một hợp chất vô cơ có công thức hóa học Mn3[Fe(CN)6]2, dạng bột màu nâu đỏ không hòa tan trong nước.

## Điều chế
Mangan(II) ferricyanua có thể được điều chế bằng phản ứng phản ứng tổng hợp của kali ferricyanua và muối mangan(II), dễ dàng thu được sản phẩm kết tủa.

## Tính chất
Mangan(II) ferricyanua không hòa tan trong nước, axit, amonia hoặc dung dịch muối amoni.

## Hợp chất khác
Mn3[Fe(CN)6]2 còn tạo một số hợp chất với NH3, như Mn3[Fe(CN)6]2·8NH3 là chất rắn màu xanh lục ôliu.